# Ouranies
Dans la mythologie grecque, les ouranies, ou uranies, sont des nymphes célestes. Peu de choses sont connues sur elles, si ce n'est qu'elles avaient pour mission de seconder Uranie, la muse de l'astrologie et de l'astronomie.